# هوونانادزور
هوونانادزور (به ارمنی: Հովնանաձոր) یک شهر در ارمنستان است که در استان لوری واقع شده‌است.  در شمال وانادزور، مرکز استان لوری واقع شده است.

## خصوصیات
هوونانادزور  ۱۱۶ نفر 
جمعیت دارد.